# PCA protein complementation assay
PCA pour Protein-fragment Complementation Assay, est une technique de biologie moléculaire consistant à vérifier des interactions protéine-protéine en couplant chacune de nos protéines d'intérêt avec des fragments d'une protéine rapporteuse (luciférase entre autres), et en testant la restauration de l'activité de notre rapporteur.
Si l'activité du rapporteur est restaurée (exemple: la luciférase), cela signifie que nos protéines interagissent et ont permis aux 2 fragments de la luciférase d'être suffisamment proche pour se complémenter.
Cette technique présente l'avantage d'avoir moins de faux positifs que le double hybride. On peut perfectionner ce système en rajoutant sur chacune des constructions des séquences de l'intégrine entre notre protéine et la sous unité catalytique. L'intégrine, qui est une protéine ligase, va faire une liaison covalente entre nos 2 protéines et reformer la luciférase.
Cependant, toutes les protéines ne peuvent être utilisées comme rapporteuse, en effet, il faut qu'elles possèdent des domaines bien distincts qui soient solubles lorsqu'ils sont séparés l'un de l'autre.

## Liens
- Protein–Fragment Complementation Assays: A General Strategy for the in vivo Detection of Protein-Protein Interactions – publiée dans Journal of Biomolecular Techniques.